# Anri Sala
Anri Sala (Tirana, 1974) è un artista albanese, specializzato nel campo delle arti visive.

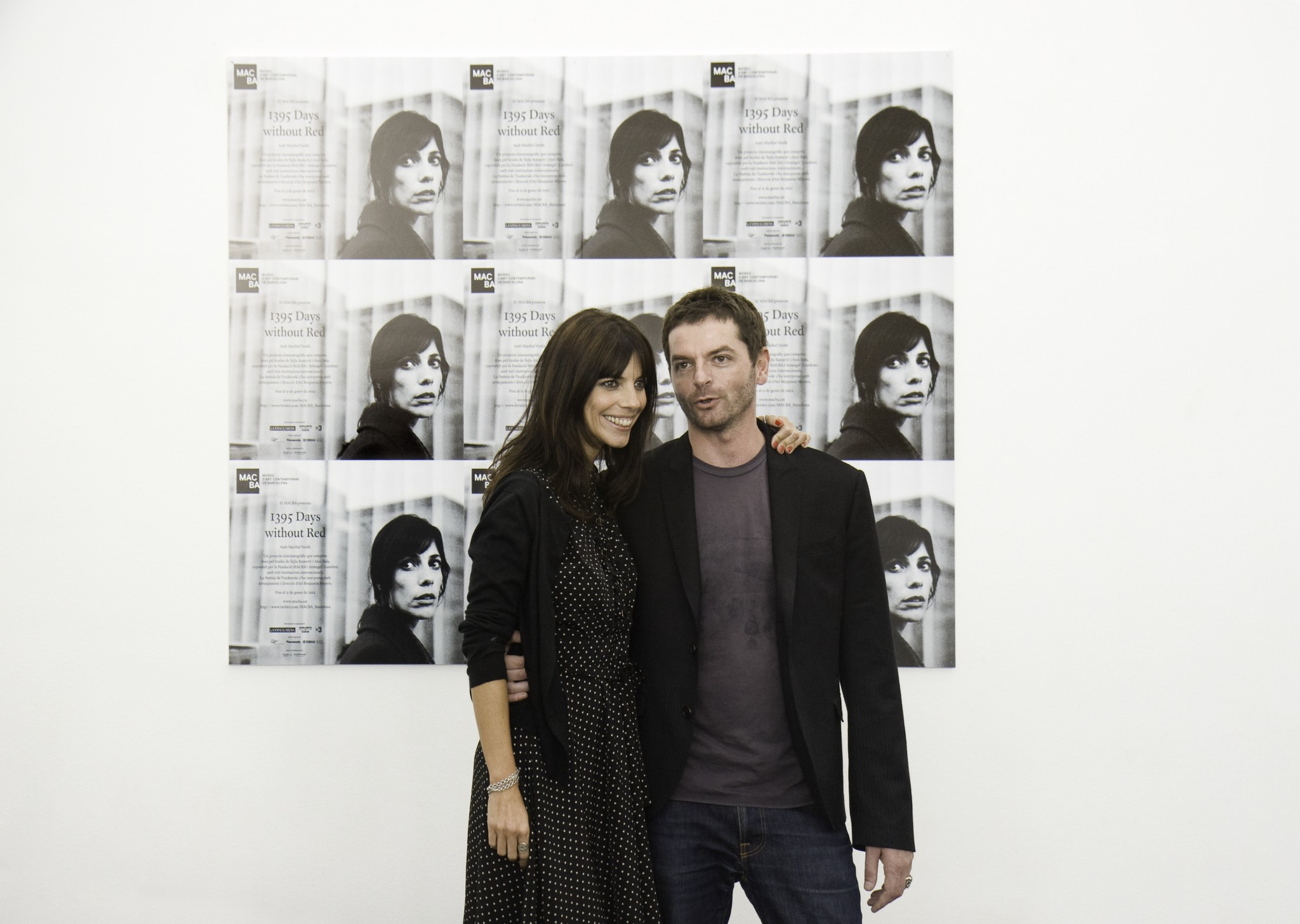
Anri Sala e Maribel Verdú a MACBA a Barcellona

La sua installazione video intitolata in italiano Dammi i colori è esposta al Tate Modern di Londra. Si tratta di un'opera che riflette sugli sviluppi della città di Tirana a cavallo tra i due millenni.